# مصطفى العش
مصطفى محمود عبدالقادر صالح العش (مواليد 11 أكتوبر 2000) هو لاعب كرة قدم مصري يلعب في مركز الدفاع في الأهلي على سبيل الإعارة من نادي زد.

## المسيرة

### بداية المسيرة
بدأ العش مسيرته في مركز شباب كوم حمادة بدوري الدرجة الثالثة، قبل أن ينضم إلى نادي غزل المحلة موسم 2021.انضمام العش لنادي غزل المحلة، كلف زعيم الفلاحين 300 ألف جنيه وقتها مع نسبة إعادة بيع 15%.

### غزل المحلة
لم يحتاج العش، لوقت طويل مع غزل المحلة، كي يؤكد أنه مدافع واعد ويستحق المتابعة، على الرغم من معاناة المحلة هذا الموسم في الدوري المصري الممتاز .وفي نهاية الموسم، انتقل مصطفى العش إلى نادي زد في صفقة كبرى وقتها للنادي الصاعد حديثًا للدوري الممتاز.وانتقل العش إلى نادي زد في صفقة قدرت بـ 20 مليون جنيه وقتها لصالح نادي غزل المحلة.

### نادي زد
بات ظهور العش أكثر تميزًا ونضوجًا مع زد في الدوري المصري، ومتابعته من أصبحت أعلى من جانب الأندية الكبيرة سواء المحلة أول الخارجية.قبل إتمام انتقال العش إلى الأهلي، فارتبط اللاعب بالانتقال إلى نادي الزمالك وكذلك بعض العروض الخارجية، لكنه قرر الانتقال إلى القعلة الحمراء.إجادة العش للعب في مركزي قلب الدفاع والظهير الأيسر، جعلته من اللاعبين المفضلين لدى مارسي كولر المدير الفني للنادي الأهلي، في تعزيز الخط الخلفي للفريق الأحمر.وخاض العش 49 مباراة رفقة زد في مختلف البطولات والمسابقات، لكنه لم يسجل أو يصنع.